# Živike
Živike är en ort i Kroatien.   Den ligger i länet Brod-Posavina, i den östra delen av landet, 150 km sydost om huvudstaden Zagreb. Živike ligger 89 meter över havet och antalet invånare är 236.
Terrängen runt Živike är platt norrut, men söderut är den kuperad. Runt Živike är det ganska glesbefolkat, med 35 invånare per kvadratkilometer. Närmaste större samhälle är Pleternica, 18,4 km nordost om Živike. Trakten runt Živike består till största delen av jordbruksmark.